# Rogério Lobato

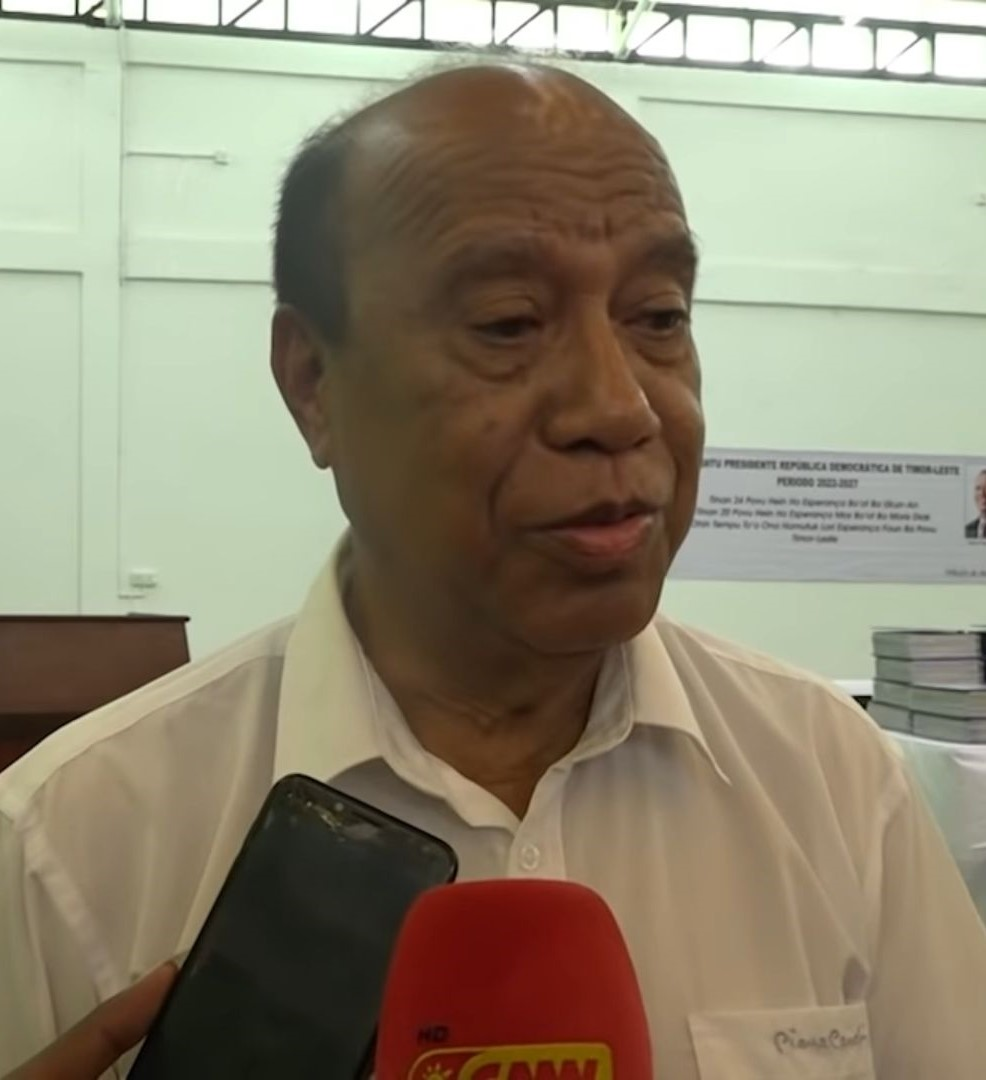
Lobato el dia 3 de Fevereiro de 2022

Rogério Tiago Lobato (25 de julho de 1949) é um político timorense e ex-Ministro do Interior pertencente ao Fretilin. É irmão do falecido Nicolau Lobato, segundo presidente do país, que foi morto numa ação depois da invasão indonésia no final de 1978.

## Biografia
Foi o membro fundador do primeiro governo independente de Timor Leste, em 1975, guiado pelo Fretilin. 
Foi Ministro da Administração Interna no I Governo Constitucional, de 2002 a 2003; após remodelação em março de 2003, passou a Ministro dos Assuntos Internos. Em 2006, Rogério renunciou ao cargo de ministro devido a uma disputa com militares sobre o alego de discriminação. Lobato foi preso por cinco acusações de estar armando civis ilegalmente durante a Crise timorense de 2006 em março de 2007 e sentenciado com sete anos e meio de prisão. O armamento de civis ocorreu após a força policial timorense se desintegrou, durante a uma tentativa de golpe.
Em 2007, Rogério Lobato tentou deixar o país indo para a Malásia para uma cirurgia no coração, resultando em um impasse no Aeroporto de Díli.
Em 2008, o presidente José Ramos-Horta reduziu a sentença de prisão de Lobato pela metade.
Lobato começou a carreira dele como parte do Fretilin quando foi declarado a independência em novembro de 1975. Em 3 de dezembro daquele ano, ele partiu de Timor Leste com o membro sócio do Fretilin, Mari Alkatiri para promover os interesses do novo país.  Tendo a invasão indonésia de Timor-Leste em 7 de dezembro, Lobato e Alkatiri ficou na África para fazer campanha pelos direitos de seu país de origem.
Mais tarde em 2011, Rogério anunciou que ele pode concorrer nas eleições presidenciais de Timor-Leste de 2012.